# Ludwig Wenzler
Ludwig Wenzler (* 29. August 1938 in Endingen am Kaiserstuhl) ist ein deutscher römisch-katholischer Theologe.

## Leben
Ludwig Wenzler studierte Katholische Theologie an der Universität Freiburg. 1963 wurde er zum Priester geweiht und war von 1963 bis 1967 Vikar in Überlingen, von 1967 bis 1970 Präfekt (Heimerzieher) am Erzbischöflichen Studienheim St. Georg in Freiburg. Von 1971 bis 1979 folgte eine Tätigkeit als wissenschaftlicher Mitarbeiter/Assistent am Lehrstuhl für Fundamentaltheologie an der Universität Augsburg, wo er 1977 promoviert wurde. Ihn prägte die Philosophie Bernhard Weltes.
Von 1980 bis 1987 war Wenzler wissenschaftlicher Assistent am Lehrstuhl für Fundamentaltheologie und Christliche Religionsphilosophie an der Universität Freiburg i.Br., wo 1988 auch seine Habilitation erfolgte, anschließend lehrte er dort als Privatdozent, 1995 wurde er zum außerplanmäßigen Professor ernannt.
Von 1990 bis zu seinem Ruhestand 2002 war Wenzler Direktor der Katholischen Akademie in Freiburg im Breisgau.
Zu seinen Forschungsschwerpunkten gehören Russische Religionsphilosophie, das Denken von Emmanuel Levinas, die Phänomenologie des Heiligen und anthropologische Zugänge zum Glauben.

## Veröffentlichungen (Auswahl)
- Die Freiheit und das Böse nach Vladimir Solov’ev. Verlag Karl Alber, Freiburg und München 1978, ISBN 3-495-47400-5 [Dissertationsschrift].
- Die Zeit und der Andere, Emmanuel Lévinas. Meiner, Hamburg 1984.
- Der Sinn der Liebe, Vladimir Solovʹev. Meiner, Hamburg 1985.
- Das Antlitz, die Spur, die Zeit. 1987 [Habilitationsschrift].
- Die Stimme in den Stimmen. Patmos-Verlag, Düsseldorf 1992.
- als Herausgeber: Mut zum Denken, Mut zum Glauben. Bernhard Welte und seine Bedeutung für eine künftige Theologie. Katholische Akademie der Erzdiözese Freiburg, Freiburg im Breisgau 1994.
- als Herausgeber: Welche Wahrheit braucht der Mensch? Katholische Akademie der Erzdiözese Freiburg, Freiburg im Breisgau 2003.